# Pogonopus
Pogonopus là một chi thực vật có hoa trong họ Thiến thảo (Rubiaceae).

## Loài
Chi Pogonopus gồm các loài: